# Gharyan
Gharyan (arabe : غريان Ġaryān), (En Tamazight : ⵖⴰⵔⵢⴰⵏ) orthographiée aussi Gherien ou Gharian, est une ville du nord-ouest de la Libye, chef-lieu du district de Al Djabal al Gharbi. Gharyan est l'une des plus grandes villes du djebel Nefoussa, zone peuplée de Berbères. Située à environ 113 km au sud de la capitale Tripoli, Gharyan culmine à environ 800 mètres au-dessus du désert.

## Histoire

### Guerre civile libyenne
En 2017, durant la deuxième guerre civile libyenne, la ville est signalée comme l'une de celles où sont organisés des marchés aux esclaves.

## Sources